# Reginald Punnett
Reginald Crundall Punnett, né le 20 juin 1875 à Tonbridge (Kent) et mort le 3 janvier 1967 à Bilbrook (Somerset), est un généticien britannique.

## Biographie
Reginald Punnett a cofondé en 1910 avec William Bateson la revue scientifique Journal of Genetics. La même année, il devint professeur de biologie à l'université de Cambridge.

## Travaux
Reginald Punnett est connu comme étant le créateur de l'échiquier de Punnett, un moyen toujours utilisé par les généticiens pour calculer les probabilités des différents génotypes possibles résultant d’un croisement.

## Publications
- Linaeus, London, éd. Williams and Norgate (1901)
- Mendelism, Cambridge, éd. Bowes and Bowes (1905)
- Mimicry in Butterflies, Cambridge, éd. Cambridge University Press (1915)